# DENN1B
DENN1B ‏ هوَ جين بشري يَقع على كروموسوم 1. يَفترض العلماء الدنماركيون كلاوس بونليكي وهانس بيسغارد أنَّ هذا الجين يرتبط بالربو.